# Allie Sherlock
Allie Sherlock (Cork, 7 d'abril de 2005) és una cantant, compositora, guitarrista i música ambulant irlandesa. Al juny de 2017 es va fer viral un vídeo en què ella interpreta una versió de “Supermarket Flowers” d'Ed Sheeran. El 2018, va aparèixer a The Ellen DeGeneres Show. A més ha interpretat al carrer amb freqüència a Grafton Street a Dublín, Irlanda.

## Infància i vida personal
Sherlock va néixer el 7 d'abril de 2005 i és originària de Douglas a Cork, Irlanda. Va deixar l'escola primària el 2016 a causa de l'assetjament escolar que va viure i la van canviar a la modalitat “homeschool” o escola a casa. "No era físic, era més la manera com em tractaven. Es va fer de manera més furtiva i astuta. Arribava a casa molt estressada i literalment estava transpirant per l'estrès", va explicar.
La seva mare va morir quan ella tenia 9 anys. Ella va dir: "Va ser punyent, però vaig tenir el meu pare aquí per ajudar-me a superar-ho. Puc escriure cançons sobre això ara i la gent s'hi pot relacionar si estan passant pel mateix escenari".
Des dels 11 ha interpretat gairebé de manera setmanal a Grafton Street amb el suport del seu pare i mànager, Mark Sherlock, que ha filmat i ha pujat els seus vídeos a YouTube. El seu pare també hi és per protegir-la de l'assetjament inapropiat que comunament els passa a les dones de carrer.

## Carrera

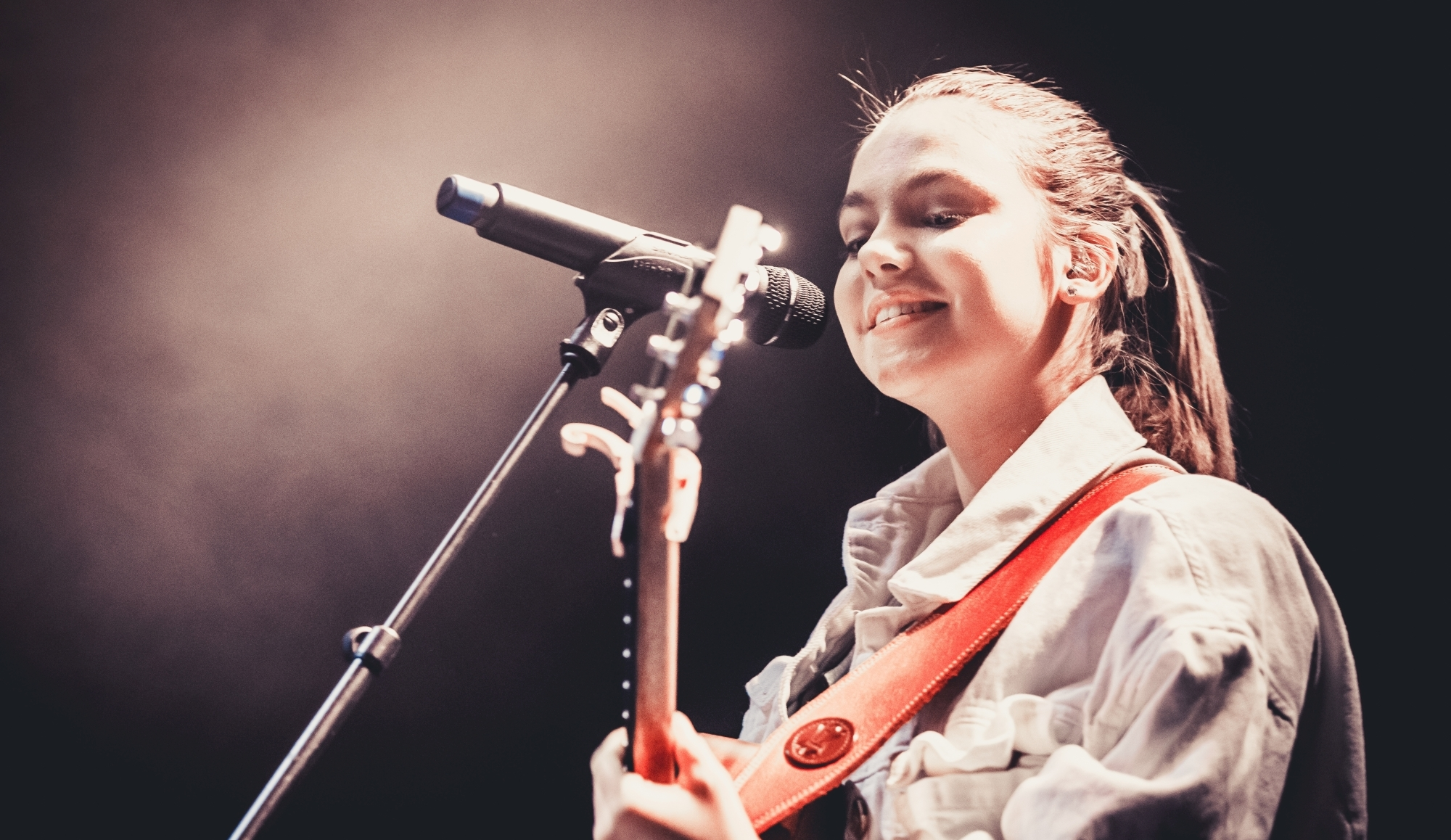
Allie Sherlock en concert per donar suport a OneRepublic a Colònia, Alemanya (març de 2020)

El seu canal de YouTube va ser creat el 2014 i fins a l'abril del 2024 ha tingut més de 6 milions subscriptors i ha generat més de 1.300 milions de visualitzacions. Després va començar un canal de Patreon i (fins a l'octubre de 2024) ha tingut 3 milions de seguidors a Instagram i 4 milions a Facebook.
El 2017, va estar al programa Britain's Got Talent (sèrie 12) i va aconseguir avançar a la segona ronda. L'agost del 2017 va interpretar al certamen de bellesa Miss Univers Irlanda.
A principis de 2018, va interpretar la cançó Million Years Ago d'Adele al programa The Ellen DeGeneres Show del canal televisiu ABC i va interpretar Perfect d'Ed Sheeran a The Ray D'Arcy Show del canal RTÉ One. Al pas de l'any 2018, Sherlock va signar un contracte per cinc anys amb Patriot Records, propietat del vocalista principal d'OneRepublic, Ryan Tedder.
Alguns concerts en viu de Sherlock a Irlanda han inclòs interpretacions a la Casa d'Òpera a Cork (el desembre de 2016), Avinguda Cypress a Cork (el desembre de 2018) i al Teatre Olímpia a Dublín a l'abril de 2019. Va interpretar a inicis de 2020 a Hamburg, Alemanya a l'Elbphiharmonie Concert Hall. Durant el tour Europeu que es va dur a terme al març de 2020 Sherlock va donar suport a OneRepublic en els concerts a París (França), Colònia (Alemanya), Utrecht (Països Baixos), ia Paladio de Londres (Regne Unit).
Per a febrer de 2020, va llançar la primera reproducció extended play (EP) de la seva portada At Last d'Etta James. El juny de 2020, va interpretar amb RTÉ Concert Orchestra com a part de l'últim episodi d'Home School Hub de RTÉ. A més el 2020, Sherlock va formar part del col·lectiu femení d'artistes anomenat Irish Women in Harmony, que va gravar una versió de Dreams en suport a la beneficència en contra de l'abús domèstic.
Al desembre de 2021, Sherlock va actuar a Virgin Media Televisió amb Fanning a Whelan's Show.
El 2022, va treballar amb el guitarrista de Kodaline Steve Garrigan per gravar i escriure cançons per al seu últim àlbum de música.

## Composició
A més de versionar cançons a YouTube, Sherlock també escriu cançons originals. Algunes de les seves cançons originals han inclòs “Hero”, “Locked Inside”, “Without You” (llançat al juliol de 2021) i “Leave Me With a Decent Goodbye” (setembre, 2021). El tema “Hero” és sobre autoconfiança i “Locked Inside” descriu com es va sentir durant el període de quarantena per COVID-19. La cançó “The Night Before” parla sobre la mort de la seva mare.

## Discografia
Àlbums

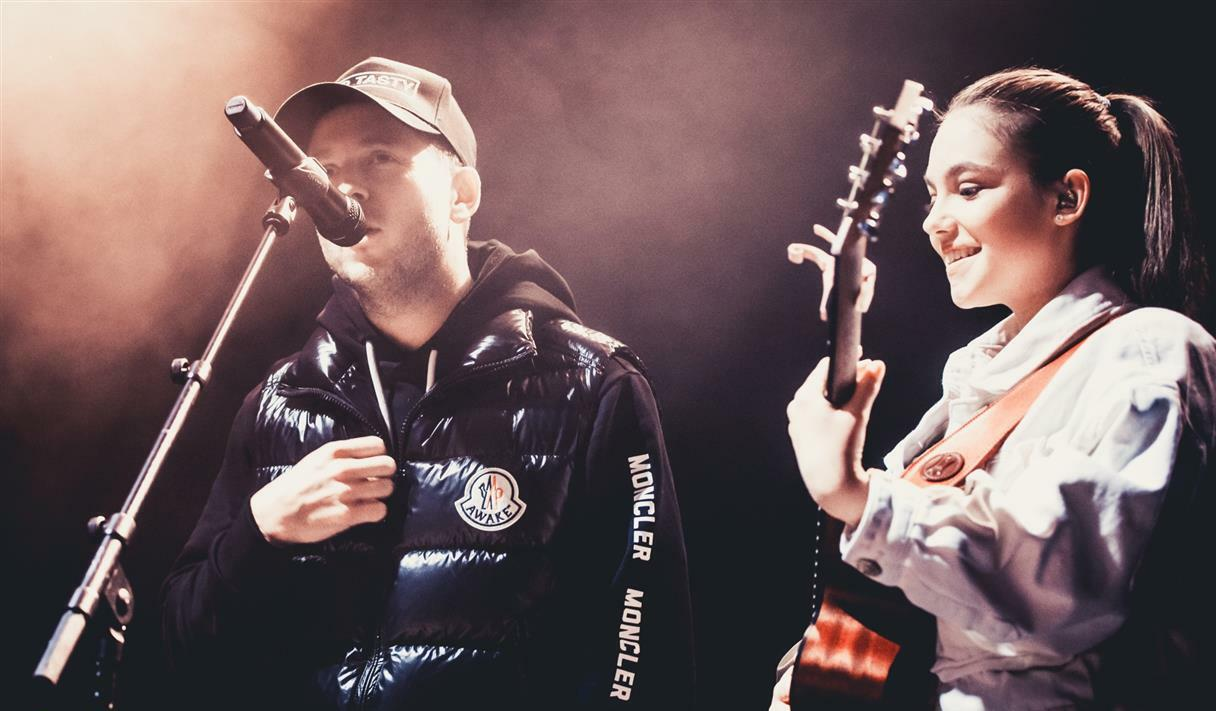
Ryan Tedder i Allie Sherlock en concert a Colònia, Alemanya (març de 2020)

- Allie Sherlock (10 pistes, publicat al novembre de 2017)[28]
- A Part of Me (12 pistes, publicat al juny de 2020)[29]

EP
- Allie Sherlock (4 cançons, publicat al febrer de 2020)[30]
- Live At Elbphilharmonie (5 cançons, publicat al setembre de 2020)[31]

Singles
- "Gabriel, How Can This Be?" (publicat al desembre de 2018)[32]
- "Nothing's Gonna Stop Us Now" (publicat al novembre de 2020)[33]
- "I Will Survive" (publicat al febrer de 2021)[34]
- "Back to Black" (publicat a l'abril de 2021)[35]
- "Beggin" (publicat al juliol de 2021)[36]
- "Man in the Mirror" (publicat al juliol de 2021)[37]